# Lasiodiplodia theobromae
Espèce
Lasiodiplodia theobromae est une espèce de champignons ascomycètes de la famille des Botryosphaeriaceae, à répartition cosmopolite. Ce champignon phytopathogène attaque une vaste gamme d'hôtes végétaux chez lesquels il provoque des symptômes de pourriture et de dépérissement. C'est, entre autres, un des agents causaux de la maladie de la pourriture noire de Java chez la patate douce.
En de rares occasions, on a signalé que cette espèce pouvait provoquer chez l'homme des kératites fongiques et des lésions sur les ongles et le tissu sous-cutané

## Synonymes
Selon BioLib (11 novembre 2019) :
- Botryodiplodia ananassae (Sacc.) Petr.
- Botryodiplodia elasticae Petch
- Botryodiplodia theobromae Pat.
- Chaetodiplodia grisea Petch
- Diplodia ananassae Sacc.
- Diplodia theobromae (Pat.) W. Nowell
- Lasiodiplodia nigra Griffon & Maubl.
- Lasiodiplodia triflorae B.B. Higgins
- Lasiodiplodia tubericola Ellis & Everh.
- Lasiodiplodiella triflorae (B.B. Higgins) Zambett.